# Bazylika Konstantyna
Bazylika Konstantyna (łac. Aula Palatina, niem. Konstantinbasilika) – dawna sala tronowa pałacu cesarza Konstantyna I w Trewirze. Zbudowana w IV wieku jest największą salą rzymską zachowaną do dziś (67 m długości, 27,2 szerokości i 33 wysokości). 
Budowla służy obecnie jako ewangelicki kościół Odkupiciela (niem. Erlöserkirche).
Wraz z innymi zabytkami rzymskiego Trewiru została wpisana w 1986 na listę dziedzictwa kulturowego UNESCO.

## Historia
Zbudowana na początku IV w. bazylika służyła jako sala tronowa cesarzowi Konstantynowi. Jej konstrukcja obywała się bez przypór i wsporników. Wnętrze sali zdobiły marmury, mozaiki i liczne rzeźby. Podłogi i ściany auli były ogrzewane powietrzem podgrzewanym przez pięć pieców umieszczonych pod podwójną podłogą.
W średniowieczu bazylika przeszła w posiadanie arcybiskupa Trewiru. Apsyda została przebudowana w wieżę mieszkalną, na przeciwległych krańcach wzniesiono mniejsze wieżyczki a mury uzbrojono w blanki. W takim stanie aula dotrwała do 1600.
Na początku XVII w. w bezpośrednim sąsiedztwie bazyliki, Lothar von Metternich wybudował pałac książąt elektorów (niem. Kurfürstliche Palais). Z tej okazji aulę częściowo rozebrano, eliminując jej ścianę południową i wschodnią. Pozostałe fragmenty budynku zintegrowano z nowo budowanym pałacem.
Dopiero król Fryderyk Wilhelm IV nakazał przywrócenie budowli do stanu pierwotnego (sprzed przebudowy Metternicha). Przebudowę zaplanował i nadzorował Carl Schnitzler.
Od 1856 bazylika służy jako kościół ewangelicki Odkupiciela, pozostając własnością landu Nadrenii-Palatynatu.
Pod koniec XIX w. rzeźbiarz Gustav Kaupert stworzył dla kościoła pięć marmurowych rzeźb przedstawiających Jezusa i ewangelistów. Do czasów obecnych zachowały się tylko głowy posągów.
W 1944 aula doszczętnie spłonęła. Po II wojnie światowej bazylikę wprawdzie odbudowano, ale jej wnętrza nie zostały zrekonstruowane.

## Galeria

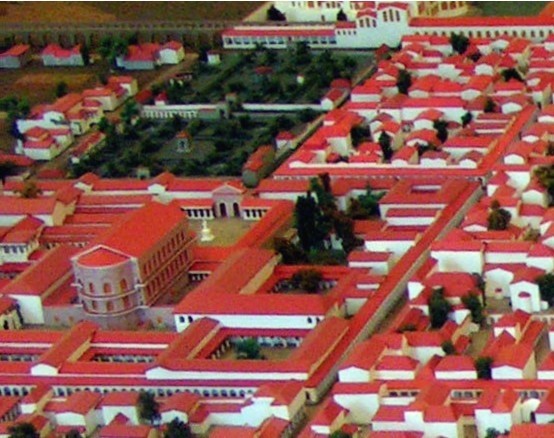
Bazylika Konstantyna ok. 360-370 r.
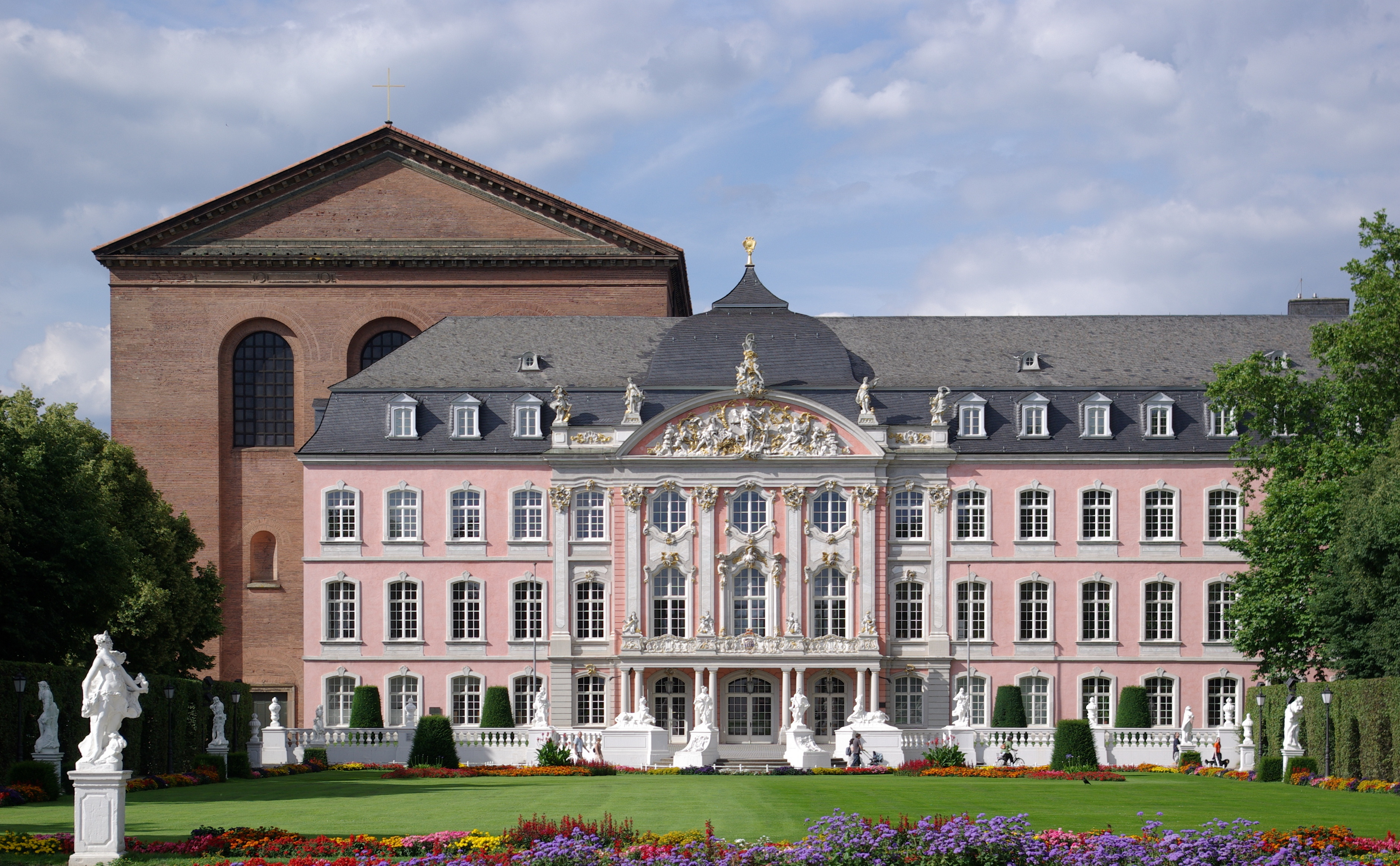
Pałac książąt elektorów, w głębi Bazylika Konstantyna
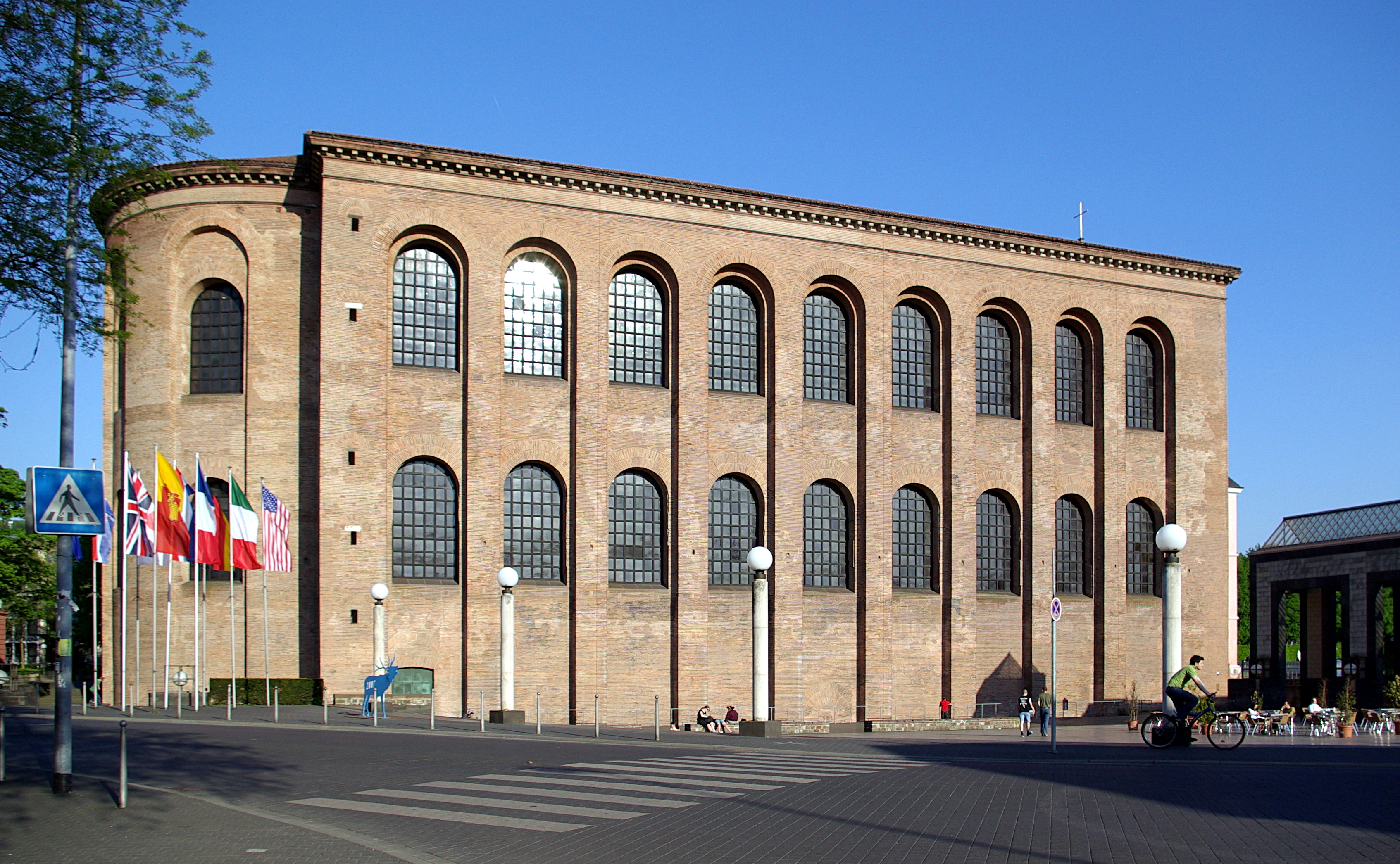
Bazylika Konstantyna
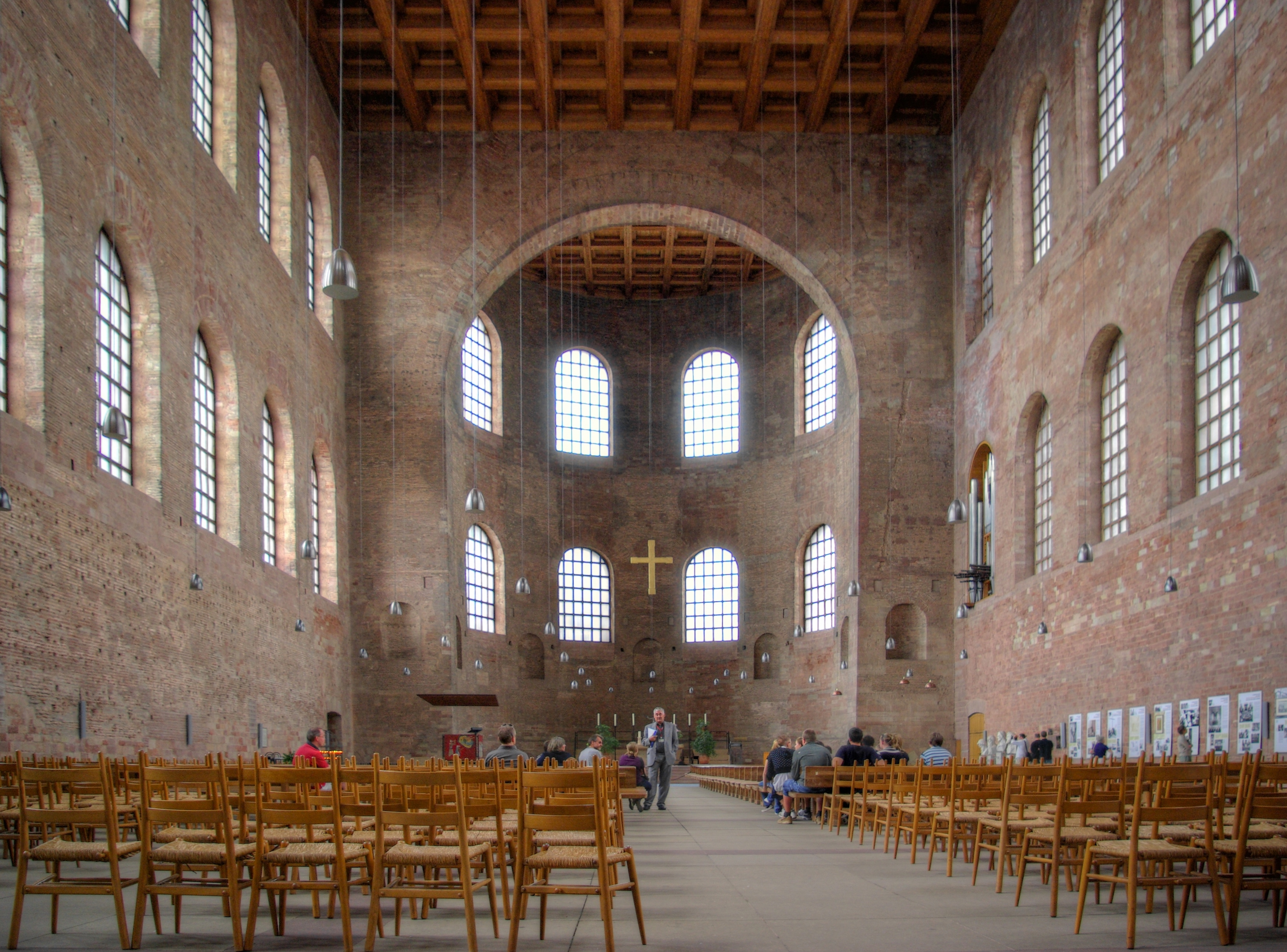
Wnętrze Bazyliki Konstantyna